# O petróleo é nosso

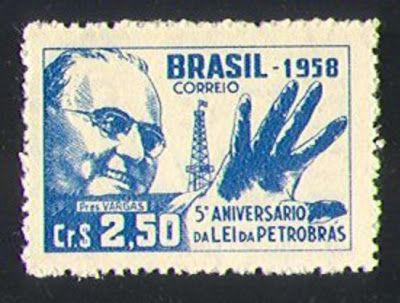
Selo postal em homenagem aos 5 anos de criação da Petrobras

"O petróleo é nosso!" é uma frase que se tornou famosa ao ser pronunciada pelo então presidente da república Getúlio Vargas por ocasião da descoberta de reservas de petróleo na Bahia. Mais adiante, a frase tornou-se lema da Campanha do Petróleo, patrocinada pelo Centro de Estudos e Defesa do Petróleo e promovida por nacionalistas, que culminou na criação da empresa petrolífera nacional, a Petrobras. Após tornar-se famosa, historiadores descobriram que a frase havia sido criada por Otacílio Raínho, professor e diretor do Colégio Vasco da Gama, no Rio de Janeiro, um marqueteiro casual.
Entre a primeira concessão para exploração de petróleo no Brasil e a criação da Petrobras, em 1953, decorreram 89 anos. O país assistiu à polêmica entre o escritor Monteiro Lobato e o Governo Getúlio Vargas, resumida na Carta a Getúlio. O Brasil dividiu-se entre os nacionalistas (representados por militares de direita e partidos de esquerda, que defendiam o monopólio estatal na exploração do petróleo) e os defensores do capital estrangeiro (apelidados pejorativamente de entreguistas por seus opositores), formado por economistas como Roberto Campos e Eugênio Gudin, que acreditavam que a falta de concorrência geraria ineficiência e que, se não realizassem parcerias com empresas estrangeiras, a exploração de petróleo pelo Brasil seria dificultada.
A Campanha do Petróleo resultou vitoriosa por 44 anos, com a criação da Petrobras e a instituição do monopólio estatal da exploração, do refino e do transporte. Porém, em 1997, com a lei n° 9.478, conhecida como Lei do Petróleo, e a criação da Agência Nacional do Petróleo, órgão regulador da indústria do petróleo, o monopólio foi derrubado e parte das recomendações de Campos e Gudin foram atendidas.

## O escândalo do petróleo
Em 1936, diante dos obstáculos impostos pelo governo Vargas à exploração de petróleo, Monteiro Lobato lançou O Escândalo do Petróleo, no qual acusava o governo de "não perfurar e não deixar que se perfure". O livro esgotou várias edições em menos de um mês.
O Escândalo do Petróleo foi censurado em 1937 por Getúlio Vargas, no mesmo ano em que o escritor lançou O Poço do Visconde. A obra, supostamente infantil, diz que "ninguém acreditava na existência do petróleo nesta enorme área de 8,5 milhões de quilômetros quadrados, toda ela circundada pelos poços de petróleo das repúblicas vizinhas". Monteiro Lobato acaba sendo preso em 1941, por causa de uma carta que enviou para o presidente Getúlio Vargas no qual denúncia a política do Departamento Nacional de Minas de "Não tirar e não deixar que tirem" o petróleo em território nacional. O General Horta Barbosa enviou ordem para prendê-lo por subversão.

## Descoberta de petróleo
Em 1934, Guilherme Guinle colaborou no financiamento dos trabalhos de prospecção de petróleo no Recôncavo baiano que, realizados sob a chefia de Sílvio Fróis de Abreu, levaram à descoberta do poço de Lobato em 1939, em seguida o governo de Getúlio Vargas decidiu estatizar o poço em Lobato.
Em 1941, foi descoberto o primeiro poço de exploração comercial, em Candeias, no Recôncavo Baiano. De 1939 a 1953, foram perfurados 52 poços no país, descobrindo-se vários campos para a exploração. Contudo, no início da década de 1950, o Brasil ainda importava 93% dos derivados que consumia.

## Histórico
Após a promulgação da Constituição de 1946 foi travado um grande debate em relação à política do petróleo, entre os que admitiam a entrada de empresas estrangeiras e os nacionalistas. A Constituição de 1946 permitia a participação do capital estrangeiro nas atividades de exploração mineral, inclusive do petróleo. O Presidente Dutra havia proposto o Estatuto do Petróleo que deveria alterar a Constituição sobre a participação da capital estrangeira, e promovido a construção do Oleoduto Santos-São Paulo e a compra de 22 navios petroleiros. Mas os nacionalistas estavam descontentes com aquele projeto.
Em 1947 realizou-se no Clube Militar uma série de conferências que deflagraram um movimento contrário a abertura do mercado petrolífero ao capital estrangeiro e em favor do monopólio estatal. O General Juarez Távora defendia uma posição de abertura ao capital estrangeiro, enquanto o General Horta Barbosa defendia a solução do monopólio estatal.

### A Campanha "O petróleo é nosso!"
Nessa época surgiu a campanha "O petróleo é nosso!". Em 21 de abril de 1948 realizou-se uma cerimônia no Automóvel Clube do Rio de Janeiro que iniciou a reação das forças nacionalistas ao projeto do Estatuto do Petróleo. A campanha foi patrocinada pelo CEDPEN - Centro de Estudos e Defesa do Petróleo, criado em abril de 1948 como entidade civil que reunia militares, civis, intelectuais, estudantes e profissionais liberais e recebeu o nome de "Campanha do Petróleo" - pelo controle nacional sobre o petróleo - com o lema: "O Petróleo é nosso". Foram nomeados presidentes honoríficos do CEDPEN o ex-presidente Artur Bernardes e os generais Horta Barbosa e José Pessoa. O General Felicíssimo Cardoso foi presidente em exercício e organizou o semanário "Emancipação", fundado em 2 de fevereiro de 1949. Cardoso era considerado um militar nacionalista feroz e era chamado carinhosamente de o "General  do Petróleo".
Essa ampla campanha em favor do monopólio estatal do petróleo organizou-se em todo o Brasil, mobilizando estudantes universitários, profissionais liberais e militares. Os nacionalistas ficaram ao lado de Getúlio Vargas, que em sua campanha eleitoral num discurso na Bahia, prometera uma lei de exploração do petróleo pelo Estado Brasileiro. Apesar da forte oposição ao governo Vargas, os militantes comunistas organizados no Partido Comunista Brasileiro lideraram a campanha, protagonizando as mobilizações populares em conjunto da ala jovem do partido, a União da Juventude Comunista, que atuava no movimento estudantil pela campanha através da União Nacional dos Estudantes.
A campanha enfrentou a oposição de acadêmicos como Roberto Campos e Eugênio Gudin que acusaram-na de criar uma cultura de Reserva de mercado e o monopólio estatal no petróleo ser um "fetiche de país subdesenvolvido".

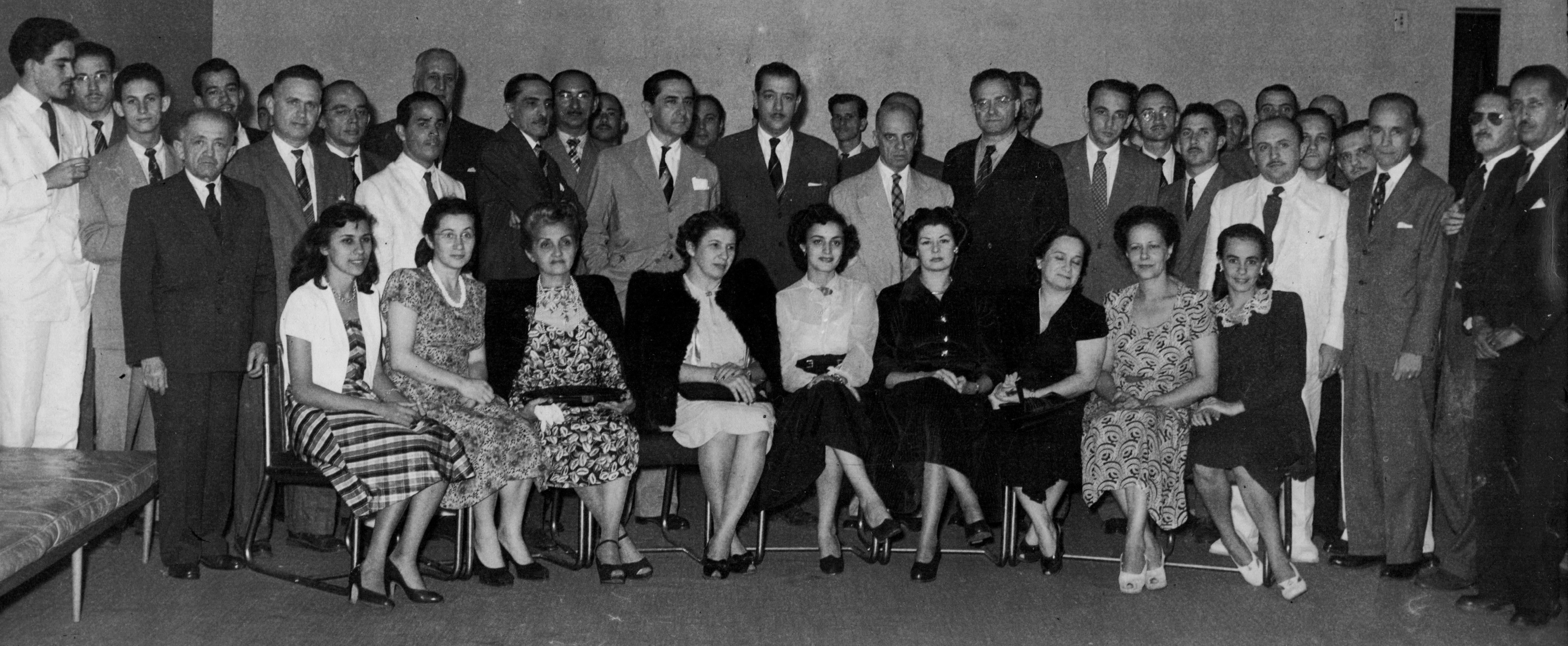
Homenagem do Centro de Estudos do Petroleo aos seus presidentes de honra Dep Artur Bernardes e Gen Horta Barbosa no Instituto dos Arquitetos do Brasil em maio de 1948.

### Final da Campanha
Getúlio Vargas apresentou o projeto da criação da Petrobrás em 6 de dezembro de 1951. Em 3 de outubro de 1953, foi aprovada a lei n° 2004 que criou a Petróleo Brasileiro S.A. (Petrobras), que instituiu o monopólio estatal da exploração, do refino e do transporte.
Esse monopólio durou 44 anos. Foi quebrado legalmente com a EC 9/1995 que modificou o Art. 177 da Constituição Federal. O fim do monopólio estatal foi viabilizado a partir de 16 de outubro de 1997, com aprovação da Lei do Petróleo (lei n° 9.478) e a criação da Agência Nacional do Petróleo (ANP), órgão regulador da indústria do petróleo. Este marco regulatório abriu caminho para a participação do setor privado na pesquisa, exploração, extração, refino, exportação e importação e distribuição de petróleo.

## Na atualidade
Após a descoberta do pré-sal alguns movimentos sociais, sindicatos, políticos de vários partidos diferentes, grupos de esquerda ou nacionalistas, além de associações civis, grupos de intelectuais e acadêmicos, passaram a defender uma revisão da atual Lei do Petróleo, em prol de um novo Marco Regulatório para a exploração de petróleo e gás natural no Brasil. Os lemas "O pré-sal tem que ser nosso" ou "O petróleo tem que ser nosso" tornaram-se a principal bandeira deste movimento que aproxima diferentes grupos com ideologias e afinidades políticas, muitas vezes divergentes em outras temáticas.
 "A ‘Campanha do Petróleo’ foi, efetivamente, a maior e mais original contribuição à criação de uma atitude ‘nacionalista brasileira democrática’".— Maria Augusta Tibiriçá Miranda 